# Dom Andrzeja Lenika w Krośnie
Dom Andrzeja Lenika – budynek znajdujący się przy ulicy Lwowskiej 6, w Krośnie, w województwie podkarpackim. W 1993 roku obiekt został wpisany do rejestru zabytków województwa podkarpackiego pod numerem A-292.

## Historia
Działkę pod budowę domu zakupiła Bronisława Trześniowska, żona artysty, w 1897 roku.

Dom został wybudowany według projektu Jana Sas-Zubrzyckiego dla Andrzeja Lenika, krośnieńskiego rzeźbiarza, jako dom mieszkalny i pracownia, która mieściła się w wieży.
Był wznoszony etapami z 9-letnią przerwą. Pierwsza faza budowy przypada na 1898, druga na 1906 rok.

## Opis architektoniczny
W pierwszym okresie wzniesiono budynek murowany, parterowy, otynkowany, z naczółkowym dachem. Narożnik tej części budynku zawiera arkadowy podcień, w którym znajduje się wejście do willi, wsparty na filarze z głowicą pseudo-kompozytową, ozdobioną ornamentem roślinnym z liśćmi akantu i rzeźbami głów ludzkich.
Naroża są boniowane, duże okna w części parterowej posiadają dekoracyjne obramienia. W części poddasza, w szczycie znajduje się prostokątne okno, a po bokach okienka okrągłe, podobne okrągłe okienka widoczne są pod okapem w elewacji frontowej. Centralna część obiektu jest trzyosiowa, otynkowana, z osobnym dachem. Nad oknami części parterowej, przez całą szerokość budynku, przebiega dekoracyjny gzyms.
W drugim etapie dobudowano piętrową więżę z nieotynkowanej cegły ze ściętymi narożnikami i dachem przypominającym dachy cerkwi z okolic Krosna. Hełm na wieży ma dzwonowatą formę, ze ślepą latarnią i cebulą w zwieńczeniu. Wybudowano również piętrowy korpus z jednospadowym dachem, także z nieotynkowanej cegły.
Uzupełnieniem architektury jest dekoracja na frontowej elewacji wykonana techniką sgraffito autorstwa Andrzeja Lenika i Seweryna Bieszczada
Widnieje tu łaciński napis: „ars longa vita brevis” („sztuka jest wieczna, a życie krótkie”) i dwie postacie kobiece, będące personifikacjami malarstwa i rzeźby, oraz data 1898. Podobna dekoracja znajduje się także po okapem dachu w centralnej części domu.